# NGC 6178
NGC 6178 (другие обозначения — OCL 980, ESO 276-SC6) — рассеянное скопление в созвездии Скорпион.
Этот объект входит в число перечисленных в оригинальной редакции «Нового общего каталога».